# Kolumbianische Verfassung von 1991

## Geschichte

### Absichten der Reformer
Im Laufe der Jahre hat Kolumbien mehrere Reformen seiner Verfassung durchgeführt, um sich an die Zeit und die Gegebenheiten des Landes anzupassen.
Der letzte Versuch, der scheiterte, war 1986: eine Reform, die die Bürgerbeteiligung ausweiten und die Korruption in der Verwaltung verhindern sollte. Der erste Vorschlag für eine verfassungsgebende Versammlung war eine Initiative der Guerillagruppe M-19, die ihre Bedingungen für die Freilassung des gefangenen konservativen Politikers Álvaro Gómez Hurtado auflistete.
Als Folge unterbreitete der Präsident Virgilio Barco den Vorschlag, die Verfassung durch eine Volksbefragung zu reformieren, die zur Aufhebung von Artikel 13 des Volksentscheides von 1957 führen sollte, welcher die Anwendung außerordentlicher Reformmethoden verhinderte.
Am 30. Januar 1988 wurde der Vorschlag konkretisiert, ein Referendum für den 13. März 1988 einzuberufen (das Datum der kolumbianischen Regionalwahlen), sodass die verfassungsgebende Versammlung selbst dieses rechtliche Hindernis beseitigen würde. Es traten jedoch mehrere Gegner auf, darunter die ehemaligen Präsidenten Alfonso López Michelsen und Misael Pastrana Borrero, obwohl letzterer für einen Dialog mit der Regierung offen war und am 20. Februar 1988 das Abkommen Casa de Nariño unterzeichnete, um das Volk am 9. Oktober 1988 zu einem Referendum aufzurufen. Der ehemalige Präsident Carlos Lleras Restrepo zeigte seine Unterstützung, obwohl er ein Jahr zuvor die Reform in einem Gesetzesentwurf gefordert hatte. Der Präsidentschaftskandidat Luis Carlos Galán sprach sich offen für den Regierungsvorschlag von Barco aus.
In der Vereinbarung wurde die Durchführung eines achtmonatigen Institutionellen Anpassungsprozesses vereinbart, der die Schaffung einer vom Kongress ausgehenden verfassungsgebenden Versammlung vorsah, die dem Kongress einen Vorschlag für eine Verfassungsreform vorlegen und anschließend ein Referendum abhalten sollte, bei dem die reformierten Artikel dem kolumbianischen Volk zur Abstimmung vorgelegt werden sollten, und der die Ausarbeitung eines Vorschlags durch eine Vorbereitungskommission vorsah, die sich aus 14 Mitgliedern zusammensetzte, von denen 13 Vertreter der liberalen und der konservativen Partei waren. Obwohl die Reform von diesen beiden Parteien angeführt wurde, führte die Vorbereitungskommission fünf öffentliche Anhörungen durch, zu denen verschiedene Nichtregierungsorganisationen und soziale Organisationen eingeladen wurden. Während dieser Anhörungen wurde eine Reihe von individuellen und kollektiven Vorschlägen von Gewerkschaften, Verbänden, Parteien, Bewegungen, Universitäten usw. vorgelegt. Diese Organisationen brachten 523 Änderungsvorschläge ein, aus denen sich nur schwer ein gemeinsames politisches Projekt oder Wirtschaftssystem ableiten ließ, da die meisten von ihnen kollektive oder branchenspezifische Forderungen darstellten.
Das Abkommen von Casa de Nariño konnte jedoch nicht weitergeführt werden, da es am 4. April 1988 vom Staatsrat für verfassungswidrig erklärt wurde. Trotzdem beschloss die Regierung, dem Kongress am 27. Juli 1988 einen Gesetzentwurf zur Verfassungsreform zur Prüfung vorzulegen. Am 15. Dezember 1988 scheiterte die Regierung jedoch im Kongress an der Einmischung des Medellín-Kartells, das einige Tage zuvor eine Frage zum Verbot der Auslieferung hinzugefügt hatte, mithilfe Abgeordneter, die auf seiner Gehaltsliste standen.
Nach der Ermordung von Luis Carlos Galán entstand eine studentische und politische Bewegung, die die Einberufung einer nationalen verfassunggebenden Versammlung für die Wahlen 1990 vorschlug. Diese Bewegung unter dem Slogan „Wir können Kolumbien noch retten“ (Aun podemos salvar a Colombia) entstand im Kontext der Gewalt, die Kolumbien in diesem Jahrzehnt erschütterte und brachte die Probleme des Landes mit der mangelnden politischen Beteiligung und Einbeziehung in Verbindung. Die Demobilisierungen der Guerillagruppen Movimiento 19 de Abril (M-19) im Jahr 1990, des Ejército Popular de Liberación (EPL) und des Movimiento Armado Quintín Lame (MAQL) im Jahr 1991 trugen dazu bei, ein gesellschaftliches Umfeld zu schaffen, in dem die Umgestaltung des Landes mit politischen und legalen Mitteln als der vielversprechendste Weg angesehen wurde.

### Einberufung zur verfassungsgebenden Versammlung 1991
Die Bewegung setzte sich unter dem Namen La Séptima Papeleta (Der siebte Wahlgang) bei den Parlamentswahlen 1990 für einen zusätzlichen Volksentscheid ein, bei dem die Kolumbianer darüber abstimmen sollten, ob sie mit der Einberufung einer verfassungsgebenden Nationalversammlung zur Verabschiedung einer neuen politischen Verfassung einverstanden waren.
Der Wahlrat akzeptierte die offizielle Einbeziehung der zusätzlichen Stimme bei der Wahl des Senats, des Repräsentantenhauses, der Departementsversammlung, der Gemeinderäte und der Bürgermeister nicht (die Departementsgouverneure werden erst mit dem Inkrafttreten der Verfassung von 1991 vom Volk gewählt). Dennoch wurde die Wahl inoffiziell ausgezählt, und der Verfassungsgerichtshof erkannte den mehrheitlichen Willen des Volkes an, indem er die Wahl für gültig erklärte. Im Dezember 1990 wurden Wahlen zur nationalen verfassunggebenden Versammlung angesetzt, die am 4. Juli 1991 die neue Verfassung verkündete.
Laut eines Artikels von Fabio Fandiño und Roberto Vargas waren die Artikel der neuen Verfassung zum Zeitpunkt ihrer Verkündung noch nicht fertiggestellt, und der Generalsekretär der verfassungsgebenden Versammlung, Jacobo Pérez, war mit seinem gesamten Team noch dabei, jeden einzelnen Artikel auf seinen Realitätsbezug hin zu überprüfen, um ihn in den Verfassungstext einzuarbeiten. Diese Arbeit wurde in den ersten Protokollen vom 7. Juli 1991 abgeschlossen.
Die Präsidenten der verfassungsgebenden Versammlung waren Álvaro Gómez Hurtado für das Movimiento de Salvación Nacional, Horacio Serpa für die Partido Liberal und Antonio Navarro Wolff für die Alianza Democrática M-19. Auf diese Weise nahm die Geschichte Kolumbiens eine noch nie dagewesene Wendung, denn es wurde nicht nur eine Verfassungsänderung erreicht, sondern auch sichergestellt, dass die Guerillagruppe M-19 ihre Waffen niederlegte und in das nationale politische Leben integriert wurde und dass den indigenen Gemeinschaften eine Vertretung im Kongress der Republik garantiert wurde.